# Baller (lied)
Baller is een lied van het Oostenrijkse duo Abor & Tynna. Het nummer werd uitgebracht op 24 januari 2025 en was de Duitse inzending voor op het Eurovisiesongfestival 2025.

## Achtergrond
In 2024 keerde de Duitse entertainer en songwriter Stefan Raab terug op televisie. Daarnaast werd hij aangekondigd als de hoofdpresentator voor Chefsache ESC 2025 - Wer singt für Deutschland?, de Duitse preselectie voor het Eurovisiesongfestival 2025. Na meerdere teleurstellende resultaten in de voorgaande jaren sloegen Raab en de Duitse omroepen ARD en RTL de handen ineen om een kandidaat te selecteren voor op het liedjesfestijn. Het Oostenrijkse duo Abor & Tynna, dat eerder als openingsact diende tijdens Nina Chuba's Glas tour in 2024, was een van de 3300 deelnemers aan de preselectie.
Baller werd uitgebracht als single en op het debuutalbum Bittersüß dat in januari 2025 verscheen. Het nummer is een modern Duits popnummer met stilistische effecten dat lijkt op eerder werk van Raab en dat van Udo Lindenberg. Baller is geschreven en gecomponeerd door Abor & Tynna in samenwerking met producent Alexander Hauer. Naast Tynna's hese stem en pakkende deun, bevat het nummer ook elementen van elektronische muziek en hiphop.

## Eurovisiesongfestival 2025

### Chefsache ESC 2025 - Wer singt für Deutschland?
Tussen 14 februari en 1 maart 2025 hadden artiesten de kans om zich aan te melden. Van de 3281 aanmeldingen werden 24 nummers geselecteerd om met een cover en een origineel nummer aan treden. De superfinale vond plaats op 1 maart 2025. In tegenstelling tot andere jaren werd de winnaar volledig bepaald door het publiek. Het duo Abor & Tynna groeide uit tot favoriet van jurypanelleden Conchita Wurst en Nico Santos. Ze kregen 39,4% van de stemmen en wisten daarmee te winnen. Als eerbetoon aan hun vader, een cellist van Wiener Philharmoniker, bevatte het optreden van Abor & Tynna het verwoesten van een cello.

### Eurovisiesongfestival 2025
Het Eurovisiesongfestival 2025 vond plaats in de St. Jakobshalle in Bazel, Zwitserland en bestond uit twee halve finales die plaatsvonden op 13 en 15 mei en een finale op 17 mei 2025. Aangezien Duitsland tot de grote vijf Eurovisielanden behoort, zijn Abor & Tynna met Baller rechtstreeks geplaatst voor de finale. Tijdens de tweede halve finale lieten ze hun nummer echter ook alvast horen. In de finale eindigde het duo op de 15de plaats.